# Dobřenice
Dobřenice (deutsch Dobschenitz) ist eine Gemeinde im Okres Hradec Králové in Tschechien.

## Geographie
Dobřenice ist 7,6 Kilometer von Hradec Králové entfernt. Durch Dobřenice führt eine Landstraße. Im Süden des Dorfes verläuft die Dálnice 11, ein Teil der Europastraße 67. Es befindet sich in Dobřenice zudem ein Kindergarten, ein medizinisches Zentrum, ein Zahnarzt, eine Apotheke und ein Postamt. Mit einer Eisenbahnlinie mit einem örtlichen Bahnhof und zwei Bushaltestellen ist Dobřenice gut an die umliegenden Gemeinden, Hradec Králové und Pardubice angebunden.
Die angrenzenden Gemeinden sind Kratonohy, Roudnice, Syrovátka, Osičky, Pravy und Rohoznice.

## Geschichte
Erstmals urkundlich erwähnt bzw. gegründet wurde Dobřenice im Jahr 1339. Eine örtliche Schule ist für das Jahr 1749 belegt. Seit 1873 führt eine Eisenbahnlinie durch das Dorf.

## Ortsteile
- Dobřenice

## Bevölkerungsentwicklung
| Jahr      | 1869 | 1880 | 1890 | 1900 | 1910 | 1921 | 1930 | 1950 | 1961 | 1970 | 1980 | 1991 | 2001 | 2011 | 2021 |
| --------- | ---- | ---- | ---- | ---- | ---- | ---- | ---- | ---- | ---- | ---- | ---- | ---- | ---- | ---- | ---- |
| Einwohner | 689  | 756  | 724  | 689  | 717  | 685  | 683  | 625  | 658  | 649  | 631  | 581  | 584  | 547  | 561  |

## Sehenswürdigkeiten
- Das Schloss Dobřenice wurde 1693 im Stil des Barock errichtet.
- Die Römisch-katholische Kirche St. Clemens wurde 1739 an der Stelle einer Holzkirche aus dem 14. Jahrhundert errichtet.[3]

## Persönlichkeiten
- Karel Loewenstein (1885–1938), Industrieller

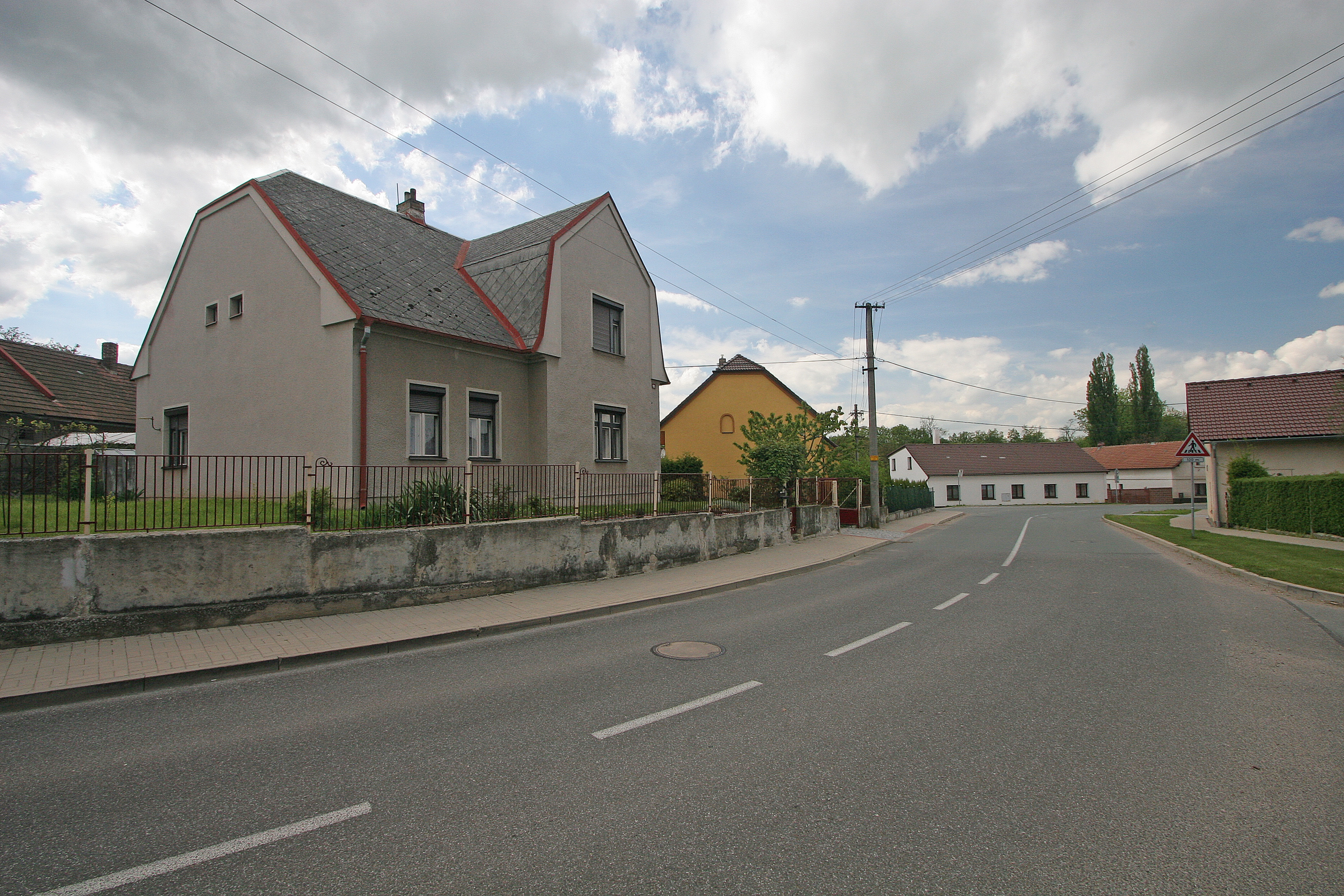
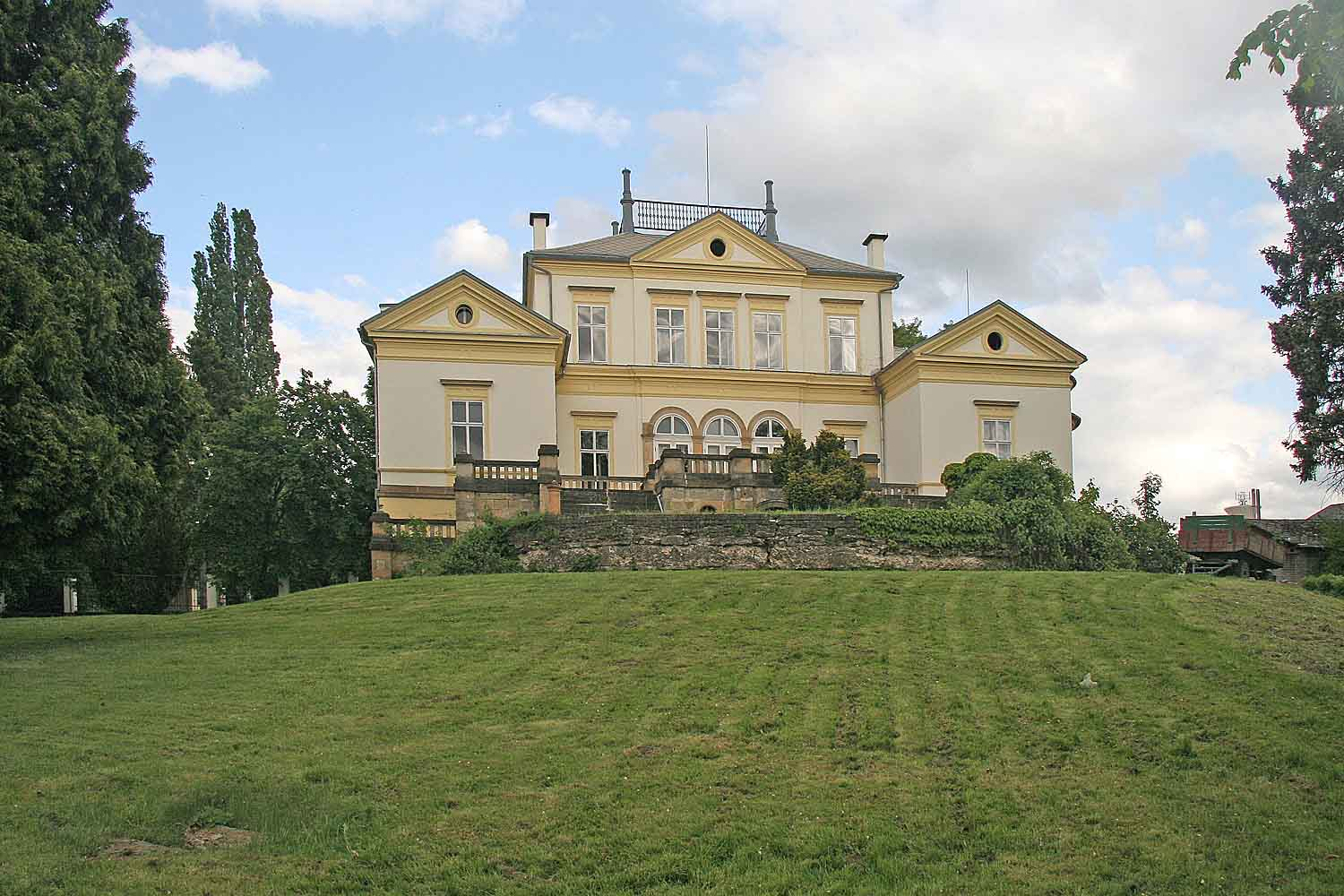
Schloss Dobřenice
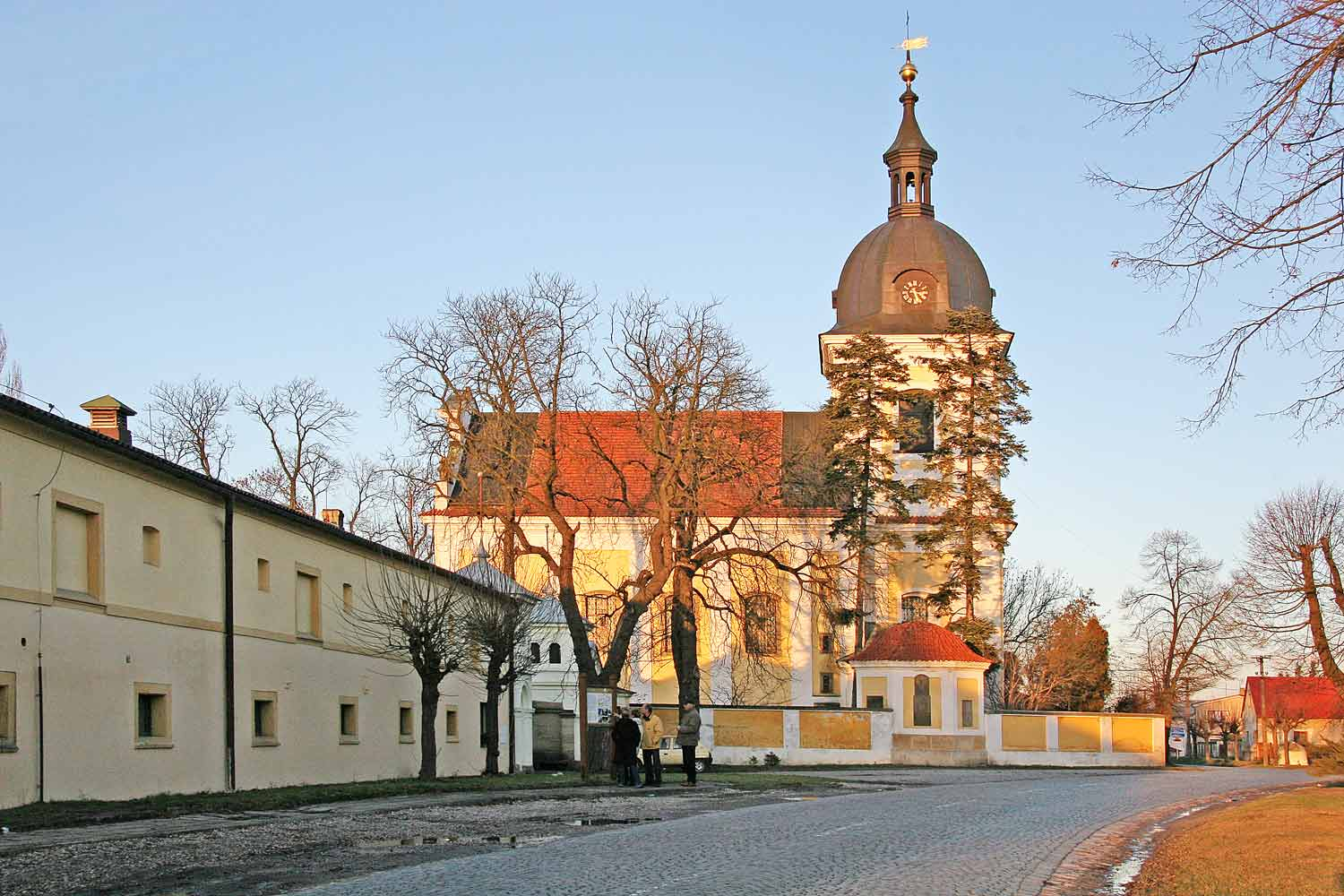
Kirche St. Clemens